# Surviving Mars
Surviving Mars là một game mô phỏng do hãng Bulgaria Haemimont Games phát triển và Paradox Interactive phát hành. Trò chơi được phát hành trên Windows, OS X, Linux, PlayStation 4 và Xbox One vào ngày 15 tháng 3 năm 2018. Người chơi đóng vai trò là người giám sát, với nhiệm vụ xây dựng một thuộc địa trên Sao Hỏa và đảm bảo sự sống còn của thực dân trên đó.

## Lối chơi
Surviving Mars là một tựa game theo phong cách xây dựng thành phố, diễn ra trên Sao Hỏa và được mô phỏng theo dữ liệu Sao Hỏa thực sự.